# Kitona
Kitona es una localidad de unos 4.000 habitantes de la provincia marítima del Bas-Congo en la República Democrática del Congo, territorio de Moanda. Está situada a unos 300 kilómetros al suroeste de Kinshasa. En la localidad hay una pequeña base militar que cuenta con una pista de aterrizaje. En los inicios de la segunda guerra del Congo en agosto de 1998, los rebeldes del Reagrupamiento Congoleño para la Democracia tomaron tres aviones en Goma y los enviaron a Kitona, asaltando por sorpresa la guarnición y tomando la localidad. Los rebeldes se apoderaron de la mayor parte del Bas-Congo, en especial de las presas de Inga, lo que les permitió cortar el fluido eléctrico de Kinshasa, y amenazar la capital con la posibilidad de que remontaran por la ruta de Matadi. La localidad fue retomada el 22 de agosto por fuerzas angoleñas cercanas al gobierno de Kinshasa, salidas de Cabinda, y equipadas con carros de combate.